# فاطمه آقایی
فاطمه آقایی (زاده ۹ آبان ۱۳۸۳) بازیکن چپ دست هاکی روی یخ اهل ایران است.
آقایی عضو تیم هاکی فرمانیه و فوروارد تیم ملی هاکی روی یخ بانوان ایران است. وی در مسابقات هاکی روی یخ بانوان قهرمانی آسیا و اقیانوسیه ۲۰۲۳ به مدال تیمی نقره دست یافت.
آقایی در این بازی‌ها در هر ۶ مسابقه به میدان رفت.